# Mimallo saturata
Mimallo saturata is een vlinder uit de familie van de Mimallonidae. De wetenschappelijke naam van de soort is voor het eerst geldig gepubliceerd in 1855 door Walker.